# Antonio Vitale Bommarco
Antonio Vitale Bommarco, O.F.M. Conv., italijanski rimskokatoliški duhovnik, škof, nadškof, * 21. september 1923, Cres, † 16. julij 2004, Gorica.

## Življenjepis
8. decembra 1949 je prejel duhovniško posvečenje.
11. novembra 1982 je postal nadškof Gorice in Gradiške; škofovsko posvečenje je prejel 6. januarja 1983.
Upokojil se je 2. junija 1999.